# 四手井綱正
四手井 綱正（しでい つなまさ、1895年1月27日 - 1945年8月18日）は、日本の陸軍軍人、戦史研究者。最終階級は陸軍中将。

## 経歴
京都府山科（現京都市）の旧家（郷士）出身。教員・四手井彦四郎の長男として生まれる。京都一中、大阪陸軍地方幼年学校、中央幼年学校を経て、1915年（大正4年）5月、陸軍士官学校（27期）を卒業。同年12月、陸軍騎兵少尉に任官し騎兵第23連隊付となる。1922年（大正11年）11月、陸軍大学校（34期）を優等で卒業した。
陸軍騎兵学校教官、ドイツ駐在、陸大教官、兼参謀本部員などを経て、1935年（昭和10年）8月から1939年（昭和14年）3月まで侍従武官を務めた。その後、騎兵第23連隊長、陸大教官、陸大研究部主事を歴任し、1940年（昭和15年）8月、陸軍少将に進級。陸大幹事として太平洋戦争を迎えた。
1942年（昭和17年）12月、第1方面軍参謀長となり、1943年（昭和18年）10月、陸軍中将に昇進。1944年（昭和19年）10月、第94師団長に親補され、マレー半島に赴任。1945年（昭和20年）5月、緬甸方面軍参謀長に異動。同年7月、関東軍総参謀副長に発令され、任地に向かう途中、台北の松山飛行場において飛行機事故により殉職した。なお同機には大連に向かおうとしていたスバス・チャンドラ・ボースも同乗しており全身火傷を負い死去した。

## 栄典
- 1940年（昭和15年）11月10日 - 紀元二千六百年祝典記念章[2]

## 親族
- 妻 四手井光子 長谷川直敏（陸軍中将）の娘
- 弟 四手井綱彦（物理学者、京都大学教授）・四手井綱英（森林生態学者、京都大学教授）
- 義兄 篠塚義男（陸軍中将）

## 人柄
陸大学生として昭和9年頃に一年間教えを受けていた高山信武（陸大47期）によれば、陸大教官としての四手井は至誠温厚、情義に篤い人格者であったが、戦史の話をなによりも好むタイプで、戦史研究と戦史教育は他の追随を許さず、その造詣の深さと教育に対する情熱によって多数の学生の尊敬と信頼を集めていたという。

## 著書
- 『戦争史概観』岩波書店、1943年
- 『長期戦の典型たるフリードリヒ大王戦史梗概』陸軍偕行社、1944年